# Campeonato Europeo de persecución individual masculina
El Campeonato Europeo de persecución individual masculina es el campeonato de Europa de Puntuación organizado anualmente por la UEC. Se lleva disputando desde el 2014 dentro de los Campeonatos de Europa de ciclismo en pista.

## Palmarés
| Evento | Oro                | Plata                | Bronce         |
| ------ | ------------------ | -------------------- | -------------- |
| 2014   | Andrew Tennant     | Alexander Evtushenko | Kersten Thiele |
| 2015   | Stefan Küng        | Domenic Weinstein    | Dion Beukeboom |
| 2016   | Corentin Ermenault | Filippo Ganna        | Dion Beukeboom |